# Individuazione
Individuazione (o processo di individuazione) è un concetto elaborato nell'ambito della psicologia analitica dallo psichiatra svizzero Carl Gustav Jung negli anni '20.

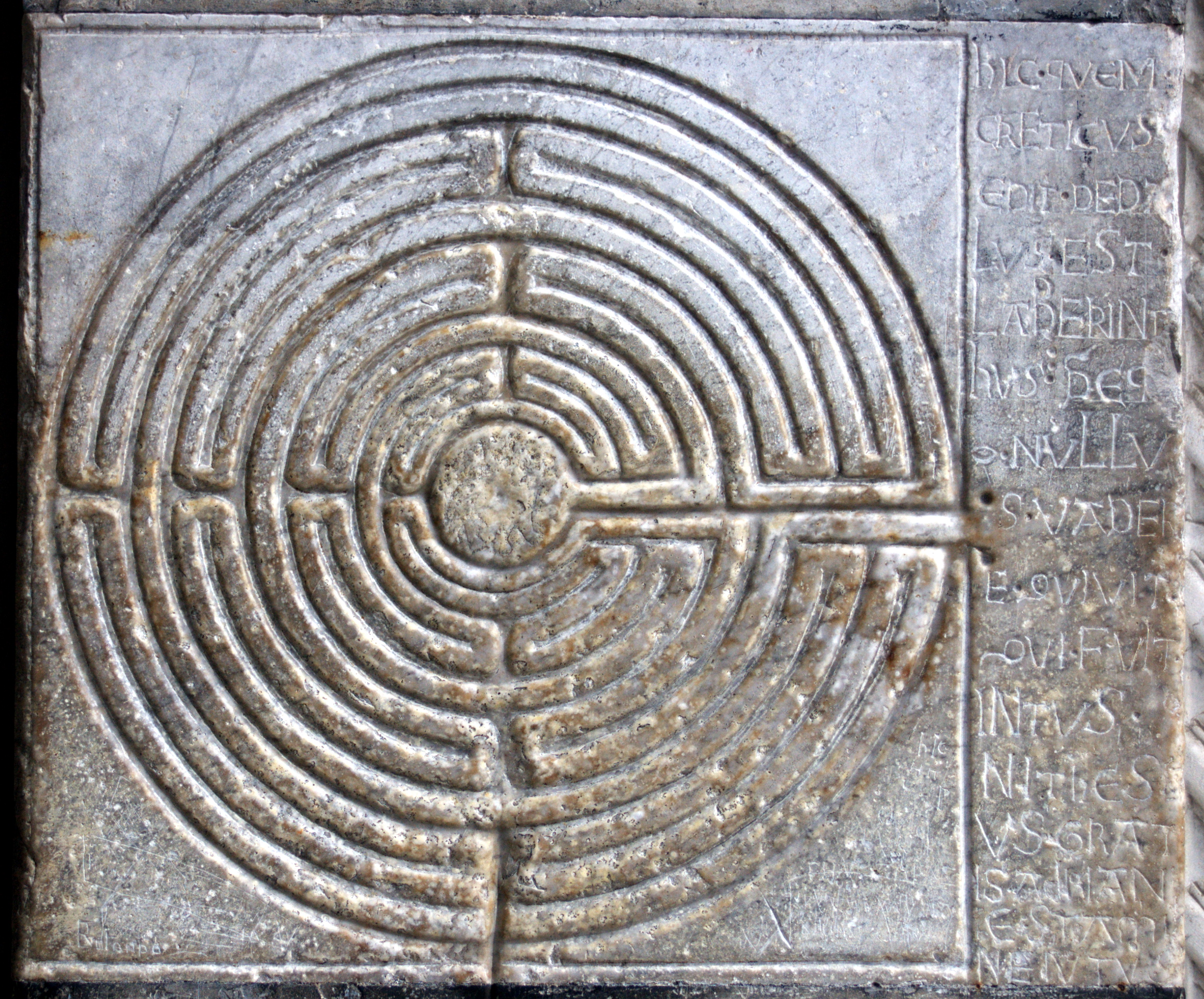
Il labirinto come metafora del percorso di individuazione.

È sinonimo di quel processo psichico unico e irripetibile di ogni individuo che consiste nell'approssimarsi dell'Io al Sé, cioè in una progressiva integrazione e unificazione delle ombre e dei complessi che formano la personalità dentro di sé. 
L'avvicinamento avviene tramite l'attribuzione di significato ai simboli che l'individuo incontra durante la sua vita, cioè con la loro interpretazione. Il simbolo lo si può trovare tanto nel mondo interno come in quello esterno. La formazione interna avviene tramite regressioni e progressioni della libido. La sincronicità invece aiuterebbe l'individuo a vedere simboli non solo al suo interno ma anche nel mondo che lo circonda.
Questo percorso designa quindi una sorta di "viaggio spirituale" verso una maggiore consapevolezza di sé.

## Le tappe
Il processo in termini ancora più collettivi è riconoscibile tramite le sue tappe, assimilate da Jung alle fasi di realizzazione alchemica della Grande Opera: nigredo, albedo, rubedo. L'inconscio personale e l'inconscio collettivo vengono esperiti dall'individuo in modo semplicemente diverso: dal viverli in modo passivo ossia inconscio al viverli in modo attivo ossia consapevole. Sotto questa luce l'individuazione è il frutto della continua collaborazione tra Coscienza, Inconscio, Io e Sé.
- La prima tappa, corrispondente alla nigredo degli alchimisti, è caratterizzata dall'archetipo dell'Ombra, ossia tutti quegli aspetti che l'individuo non conosce di se stesso o se li conosce non li accetta, li ripudia. L'Ombra rappresenta tutto ciò che è stato rimosso per l'educazione e le influenze dell'ambiente sottoposte all'individuo. Questi elementi sono rappresentati nei sogni e nei simboli generalmente con figure demoniache, discariche, viaggi nell'oscurità, mostri e inseguimenti.
- La seconda tappa, corrispondente all'albedo alchemica, è caratterizzata dall'incontro con l'archetipo dell'Anima per il maschio e l'Animus per la femmina. L'Anima rappresenta tutti quegli aspetti prettamente psichici e mentali, ossia il primo contatto iniziatico dell'individuo con la propria psicologia. Viene rappresentata come una donna, una figura femminile. Questo archetipo è quello più comunicativo di tutti gli altri perché sommerge l'individuo di immagini provenienti dall'inconscio, crea illusioni e complicazioni, nonché anche crisi. L'Animus rappresenta alcuni degli aspetti associati al mascolino, per lo più legati all'aggressività, al dominio ed al conflitto, ma non solo, anche alla riflessione e alla pacatezza. Viene rappresentato nei sogni con la guerra, il fabbro e simboli simili, ma anche con figure maschili come monaci, eremiti e saggi in generale.  La mancata comprensione di tale archetipi può costare un blocco, una stasi, una nevrosi. Entrambi hanno potenzialità di creatività e distruzione.
- La terza tappa, corrispondente a una fase alchemica intermedia detta citrinitas, è caratterizzata dall'incontro con il Vecchio Saggio. Tale archetipo è da intendere come il corrispondente speculare della figura maschile, ossia paterna, della Grande Madre. È quell'archetipo in cui sono rinchiuse tutte le potenzialità dell'individuo, ossia la sua previsione, la sua capacità di ragionamento e la sua esperienza. La Grande Madre rappresenta la meta finale della psicologia femminile. Il Vecchio Saggio rappresenta tutto ciò che l'individuo sta per diventare dopo aver attraversato le fasi precedenti, un uomo, un saggio che sa, che ha conosciuto il passato, il presente e il futuro. Il Vecchio Saggio è capace di districarsi dalla tela appiccicosa dell'Anima e dalle battaglie furenti dell'Animus e come tale viene rappresentato come un consigliere, un filosofo, un esperto in materia. La sua non comprensione può tenere saldo l'individuo nella sua situazione bloccandone l'evoluzione che rappresenta.
- La quarta tappa, rubedo in alchimia, è caratterizzata dall'incontro con l'archetipo del Sé. Tale archetipo è la summa del percorso di individuazione, il fine dell'individuo che si dispiega avanti a lui, come un fiore che sboccia. Viene rappresentato come luce, come mandala, come quaterna, come centro e come Dio. Tale archetipo rappresenta l'individuo stesso, tutto ciò che durante la strada ha visto e ha accumulato. Se l'individuo ha incontrato il Sé significa che l'Io è allineato con esso. Non andarci incontro significa semplicemente che il percorso non è ancora terminato.

## Individuazione e psicoterapia
Il percorso di individuazione caratterizzato dalle sue tappe rappresenta quindi una possibilità per l'individuo di non sentirsi bloccato nel suo percorso personale, scavalcare i suoi blocchi e andare avanti. Ogni individuo ha un proprio percorso, filtrato dalla sua personalità. Seguire la propria strada, che si dispiega da sola e viene dispiegata dall'individuo, è secondo la scuola junghiana un ottimo primo passo verso la crescita e la maturazione individuale. Non andarci incontro significherebbe scontrarsi con equilibri instabili nati dalla polarità troppo forte e ingestibile del mondo interiore (inconscio, anima) e mondo esteriore (maschera, persona), che creano sofferenze ed emotività troppo alterate causando danni a se stessi e agli altri. Essendo l'inconscio ricco di fini, poterli gestire coscientemente diventa quindi un atto automaticamente terapeutico.
Essendo un percorso impegnativo, ricco di trappole ma anche di tesori, ogni individuo ha un suo tempo personale a disposizione che dipende dalla struttura fisiologica. Secondo Jung, dare un fine alla propria vita non potrebbe fare altro che migliorarla.
(C.G. Jung, Considerazioni sull'essenza della psiche, in Opere, VIII, pp. 242-243.)

## Oriente e psicoanalisi
La filosofia buddista, e anche in alcuni tratti quella taoista e induista, è indirizzata verso la liberazione dell'individuo dal Saṃsāra verso il Nirvana tramite l'illuminazione. Jung scrisse un saggio riguardante un testo cinese sacro tradotto in "Il Segreto del Fiore d'Oro". In quel saggio notò e mise in luce i parallelismi tra le sue teorie psicoanalitiche dell'individuazione e le idee di consapevolezza spirituale e liberazione dall'eterno ciclo della vita dell'uomo. Jung lo si può definire come il pioniere che vide un ponte tra occidente e oriente basandosi sulle sue esperienze decennali con i pazienti.

## Autopoiesi e Individuo
Nei concetti epistemologici espressi dalla teoria dei sistemi autopoietici l'individuo autopoietico viene definito come entità capace di organizzarsi e di mantenere la sua integrità e unità nonostante venga perturbato. Queste organizzazioni interne al sistema non sono finalizzate a niente se non soltanto per il mantenimento del sistema e per evitare la sua disintegrazione. Dal punto di vista dell'osservatore, cioè in un altro dominio, il sistema individuale mantiene una sua teleonomia.
Con questa epistemologia di base si può quindi intendere il principio terapeutico junghiano di individuazione come un ristabilire un equilibrio tra inconscio e conscio in modo da preservare e aiutare la naturale e spontanea organizzazione del sistema psichico di un individuo.